# Transports publics de la région lausannoise
Die Transports publics de la région lausannoise, abgekürzt TL oder tl (deutsch Öffentlicher Verkehr der Region Lausanne), sind ein Nahverkehrsunternehmen in der Schweizer Stadt Lausanne und in 38 angrenzenden Agglomerationsgemeinden. Der eingetragene Name des Unternehmens lautet Transports publics de la région lausannoise S.A. Die TL betreiben den Trolleybus Lausanne mit zehn Linien, 28 Buslinien und zwei U-Bahn-Linien. Alle Linien zusammen haben eine Gesamtlänge von 260 Kilometern (Stand 2020). Jährlich werden rund 120 Millionen Fahrgäste befördert. Die Gesellschaft gehört zu 67 Prozent der Stadt Lausanne und den befahrenen Agglomerationsgemeinden, zu 26 Prozent dem Kanton Waadt, zu vier Prozent der Banque Cantonale Vaudoise und zu drei Prozent privaten Aktionären. Sie ist auch für die Betriebsführung der Lausanne–Echallens–Bercher-Bahn (LEB) zuständig.

## Verkehrsmittel
Seit 2004 sind die Linien der TL in den Tarifverbund Mobilis integriert. Dieser Zusammenschluss ermöglicht es den Fahrgästen, Busse, Trolleybusse, die Métro und Züge im Kanton Waadt mit einem einzigen Billett zu benutzen.

### Métro
Lausanne ist die einzige Stadt der Schweiz mit einer U-Bahn. Vom technischen Standpunkt her erfüllt zwar nur eine der beiden Linien der Métro Lausanne die entsprechenden Kriterien, doch wird vom Standpunkt des Marketings her kein Unterschied gemacht. Die Linie m2 entstand durch Umbau und Verlängerung der Zahnradbahn Lausanne–Ouchy. Seit ihrer Eröffnung im Jahr 2008 verbindet sie Ouchy am Ufer des Genfersees mit dem Bahnhof Lausanne, dem Bahnhof Lausanne-Flon und Epalinges. Es handelt sich um eine Métro sur pneumatiques nach französischem Vorbild, die auf ihrer 5,9 km langen normalspurigen Strecke einen Höhenunterschied von 338 Metern überwindet.
Die Linie m1, auch «Métro Ouest» genannt, ist normalspurig. Sie führt vom Bahnhof Lausanne-Flon im Stadtzentrum westwärts nach Ecublens und Chavannes-près-Renens; dabei wird insbesondere das Gelände der École polytechnique fédérale de Lausanne und der Université de Lausanne erschlossen. Anschliessend verläuft die Bahn nordwärts zum Bahnhof Renens der SBB. Die Strecke ist 7,8 km lang und vollständig vom übrigen Verkehr getrennt. Sie ist eingleisig mit Ausweichen an fast allen Zwischenstationen. Die Stationen Flon, Vigie und Malley befinden sich im Tunnel. Die Fahrzeuge stammen von der Vevey Technologies SA (heute ein Teil des Bombardier-Konzerns) und waren Vorbild für den Bau der Zweikrafttriebwagen Bem 550 der SBB.

### Trolleybus
Trolleybusse sind vom Verkehrsaufkommen her das wichtigste Verkehrsmittel der Stadt. Beinahe sämtliche Linien kreuzen sich auf der Place Saint-François am südlichen Rand der Altstadt. Sie erschliessen nicht nur fast alle Stadtteile Lausannes, sondern auch die Vorortsgemeinden Lutry, Paudex, Prilly, Pully und Renens. Der Fuhrpark besteht ausschliesslich aus Fahrzeugen des Herstellers Carrosserie Hess.

### Autobus
Die mit Fahrzeugen mit Verbrennungsmotoren (CNG und Diesel) betriebenen Buslinien dienen vor allem der Feinverteilung in den äusseren Stadtteilen, in den Vororten sowie in der ländlichen Umgebung der Agglomeration. Die Fahrzeuge stammen von Van Hool, Solaris, Neoplan und MAN. Die MAN-Busse sind doppelstöckig.

### Strassenbahn
Vor der Einführung von Trolleybussen war die Strassenbahn das wichtigste städtische Verkehrsmittel. Das meterspurige Streckennetz erreichte eine maximale Länge von 66,2 km, doch bis 1964 wurde es auf Trolleybus-Betrieb umgestellt.
Seit 2021 ist eine moderne normalspurige Strassenbahn in Bau, die ab 2026 Flon mit Renens verbinden und später nach Villars-Sainte-Croix verlängert werden soll.

## Geschichte
Die ersten Strassenbahnstrecken der Société des tramways lausannois (TL) gingen am 1. September 1896 in Betrieb. Diese führten zunächst fünf elektrisch betriebene Linien mit einer Spurweite von 1000 mm. Neben einer Ringlinie gab es fünf Radiallinien, die von der Place Saint-François aus nach Lutry, zum Pont de Chailly, zum Bahnhof Lausanne, zum Bahnhof der Lausanne–Echallens–Bercher-Bahn in Chauderon und zur Pontaise führten. Letztere wurde am 25. September eröffnet; sie hatte eine Höchstneigung von 113 ‰ und durfte nur mit Wagen befahren werden, die mit Klauenbremsen ausgerüstet waren. 1898 reichte das Strassenbahnnetz nach La Rosiaz und zum Universitätsspital, 1899 war auch Prilly angebunden. Nach einer kurzen Verlängerung in Lutry wies das Streckennetz im Jahr 1900 eine Länge von 14,3 km auf. Die Compagnie des chemins de fer électriques régionaux du Jorat (REJ) eröffnete 1902 die Ligne du Jorat, eine 27 km lange Überlandstrassenbahn von Lausanne nach Moudon, mit einem Abzweig nach Savigny. Die TL erweiterten ihr Streckennetz kontinuierlich, 1903 eröffneten sie drei Linien nach Ouchy, Montoie und Renens, 1906 eine Verbindung zwischen dem Bahnhof Lausanne und Chauderon sowie eine Überlandlinie nach Cugy, die im folgenden Jahr bis Montheron reichte. Mit der Eröffnung der Linie nach Bergières erreichte das Streckennetz im Jahr 1909 eine Länge von rund 34 km.
Am 1. November 1910 ging die defizitäre REJ in den TL auf, wodurch die Länge aller Strecken 62 km betrug. Der letzte grössere Ausbau erfolgte 1912 mit einer Linie zum Hafen von Pully. 1930 und 1933 gab es nochmals zwei kurze Verlängerungen. Das Netz erreichte mit 66,2 km seine grösste Ausdehnung, es war damit länger als beispielsweise die Netze in Basel oder Zürich. Am 2. Oktober 1932 begann der allmähliche Niedergang durch die schrittweise Umstellung auf Trolleybusbetrieb. Durch den Zweiten Weltkrieg unterbrochen, wurden schrittweise alle Linien umgestellt. Die Überlandlinie nach Montheron verschwand 1950, die Ligne du Jorat 1962/63 in zwei Etappen. Zuletzt blieb nur noch die Tramlinie Renens–Saint-François–La Rosiaz übrig, die ihren letzten Betriebstag am 6. Januar 1964 hatte. Zuvor hatte die Gesellschaft im Juli 1963 ihren heutigen Namen erhalten, behielt aber die Abkürzung TL bei und verwendet sie bis heute.
1929 führten die TL die erste Autobuslinie ein. Das Trolleybusnetz wiederum wuchs insbesondere im Hinblick auf die Expo 64 markant. 1982 eröffneten die TL ein neues Depot in La Borde, 1992 einen modernen Betriebshof in Perrelet auf dem Gebiet der Gemeinde Renens. Nachdem die Eidgenössische Technische Hochschule und die Universität in den 1970er Jahren in den Südwesten der Stadt umgezogen waren, stiegen die Verkehrsbedürfnisse dort rasch an. 1983 erschien eine erste Studie, die den Bau einer Schienenverbindung zwischen dem Stadtzentrum und dem Bahnhof Renens vorschlug. Die Bauarbeiten begannen im Frühling 1988. Die Eröffnung der «Tramway du sud-ouest lausannois» erfolgte am 2. Juni 1991. Beim Fahrplanwechsel 2000 erhielt sie die Linienbezeichnung «m1» und den Namen «Métro Ouest». Die Zahnradbahn Lausanne–Ouchy erhielt zum gleichen Zeitpunkt die Linienbezeichnung «m2». Sie verkehrte letztmals am 22. Januar 2006, wurde danach zu einer zahnstangenfreien U-Bahn-Strecke mit gummibereiften, automatisiert betriebenen, führerlosen Fahrzeugen umgebaut und bis nach Epalinges verlängert; die Inbetriebnahme der m2 erfolgte am 18. September 2008.

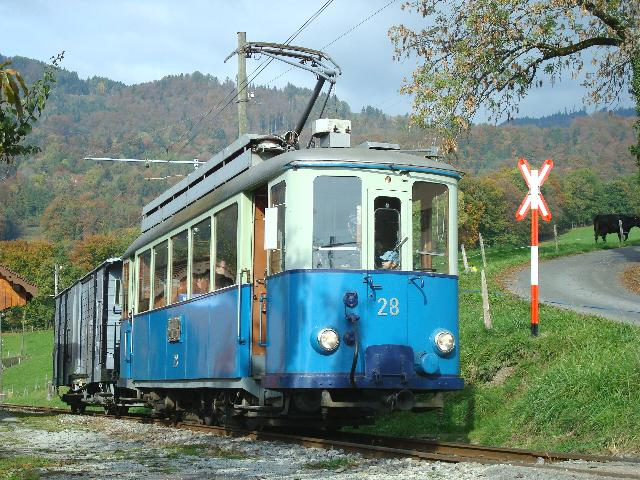
Historischer Strassenbahn-Motorwagen der TL auf der Museumsbahn Blonay-Chamby
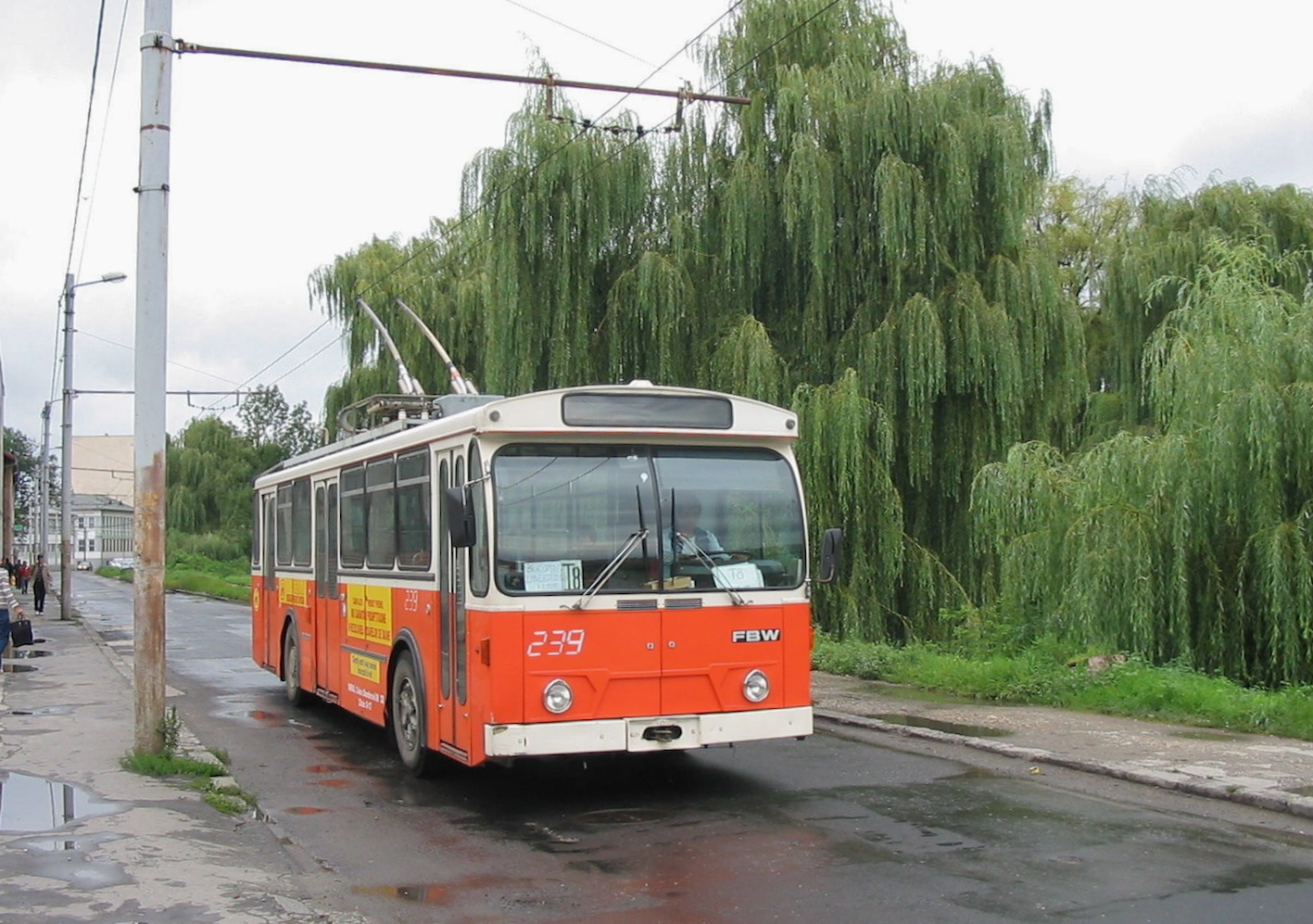
Ehemaliger TL-Trolleybus von FBW, in die rumänische Stadt Sibiu verkauft
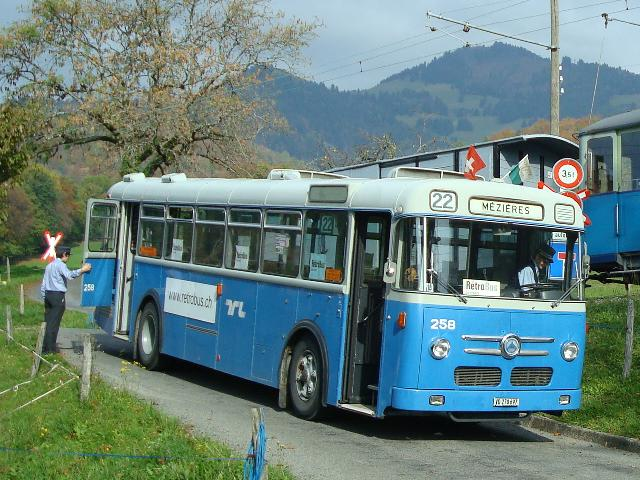
Historischer Überlandbus der TL beim Verein RétroBus in Cornaux
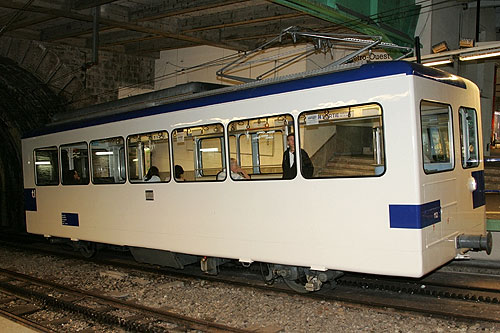
Ehemaliger Zahnradbahntriebwagen Lausanne-Flon

## Projekte
Als Teil des im Jahr 2017 vorgestellten Agglomerationsprojekts Lausanne-Morges steht das TL-Netz im Mittelpunkt des Massnahmenpakets Axes forts («starke Achsen»), das die Verbesserung des öffentlichen Personennahverkehrs in der dicht besiedelten Agglomeration um Lausanne und Morges anstrebt. Das Unternehmen übernimmt dabei die Projektleitung und den Betrieb.
Gemäss einem 2015 präsentierten Projekt soll die U-Bahn um eine Linie ergänzt werden, die die Bezeichnung «m3» erhalten wird. Sie soll vom Bahnhof Lausanne über Flon nach Blécherette führen. Ein erster Streckenabschnitt soll 2027 eröffnet werden, die Fertigstellung ist für 2030 vorgesehen.
Im September 2011 erhielten die TL die Konzession für eine moderne normalspurige Strassenbahnlinie, die 7,7 km lang sein wird und als «t1» bezeichnet werden soll. Vom Bahnhof Lausanne-Flon wird sie über Renens, Crissier und Bussigny nach Villars-Sainte-Croix verkehren. Die Inbetriebnahme der ersten Etappe zwischen den Bahnhöfen Flon und Renens ist im Jahr 2023 vorgesehen.
Ebenfalls ab 2022 sollen drei weitere Hauptachsen zu Buslinien mit besonders dichter Taktfolge ausgebaut werden (bus à haut niveau de service). Sie sollen von 24 m langen Doppelgelenk-Trolleybussen befahren werden, die an allen Kreuzungen Vorfahrt haben werden. Vorgesehen sind drei Linien: «t2» von Lutry nach Bussigny, «t3» von Pully-Val-Vert nach Prilly-Galicien und «t4» vom Stadtzentrum nach Bellevaux.